# Fidelity Electronics
Fidelity Electronics Inc. (Fidelity International Inc.) war ein 1959 in Chicago ursprünglich für den Handel mit Hörgeräten gegründetes US-amerikanisches Unternehmen. Es produzierte später Spitzentechnologie im Bereich Biomedizin und ab 1976 mit großem Erfolg Mikroschachcomputer, die dem Pionier einen Spitzenplatz in der Geschichte des Computerschachs verschafften.

## Medizinische Geräte
In der Anfangsphase seiner Firmengeschichte entwickelte sich Fidelity zu einem führenden Händler von Hörgeräten und Apparaten zur Diagnose und Erforschung von Erkrankungen der Hörorgane. Im März 1970 übernahmen Sidney und Myron Samole als Alleingesellschafter das Unternehmen, das zu jener Zeit 35 Mitarbeiter hatte. Innerhalb weniger Jahre bauten sie Räumlichkeiten, Personal und Produktlinien aus, unter anderem im biomedizinischen Bereich. Die Fidelity-Entwicklung von Myo-elektrischen Händen, das heißt durch Hirnimpulse des Amputierten steuerbare Prothesen, brachte den ersten staatlichen Auftrag ein.

## Schachcomputer

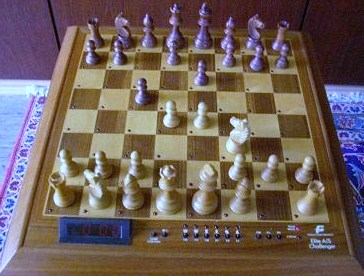
Fidelity Elite A/S (1983)

Sidney Samole gilt als der geistige Vater und die treibende Kraft zur Entwicklung des ersten kommerziellen Computerschachspiels. Ihm soll die Idee, einen Computer die Rolle eines menschlichen Gegners übernehmen zu lassen, während der Sendung einer Episode der TV-Serie Star Trek gekommen sein. Samole holte sich den Ingenieur Ron Nelson, der 1976 den Fidelity Chess Challenger 1 genannten Mikrocomputer entwarf und auch die ersten Programme einbaute. Nelson wurde später der technische Leiter der Spielcomputerproduktion von Fidelity.
Die weitere Softwareentwicklung lag in den Händen des Ehepaares Dan und Kathe Spracklen. Nach intensiver Arbeit und Verbesserung entschied sich Sid Samole, das Modell Fidelity Chess Challenger 7 auf der Chicago’s Consumer Electronics Show im Januar 1977 vorzustellen.
Das Produkt eroberte mit 600.000 verkauften Einheiten die Schachwelt im Sturm und markierte den Anfang einer Entwicklung von immer neuen und leistungsfähigeren Schachcomputern in den 1980er Jahren.
Nachdem sich der Betrieb in Chicago auf über 13 Gebäude verteilt hatte und die Mitarbeiterzahl 250 überschritten war, entschloss man sich zu einer entscheidenden Expansion und begann 1978 in Miami, Florida mit dem Bau eines neuen Firmensitzes mit ausreichender Geschäftsfläche. 1980 waren dort über 1.250 Mitarbeiter beschäftigt. Die Spiele-Division brachte aufbauend auf der Top-Marke Chess-Challenger eine ganze Challenger-Produktlinie mit Checker-Challenger (engl. Dame), Bridge-Challenger, Backgammon-Challenger und Othello-Challenger auf den Markt. Über extensive Werbung in den Medien und eine kluge Patentpolitik verschaffte sich Fidelity für die folgenden Jahre eine Führungsposition im Spielemarkt.
Bei frühen Schachcomputern musste man seinen Zug noch per Tastatur eingeben. Der Fidelity Elite A/S (Abbildung links) konnte jedoch bereits 1983 die Bewegung der Figuren selbst erkennen, wie bei heutigen Schachcomputern (z. B. durch kleine Magnete im Fuß der Figur), die meist die Form eines Schachbretts haben.
Neben der Fidelity Hearing Instruments waren weitere Unternehmenseinheiten von Bedeutung. So versorgte die Fidelity International Sales Corporation den weltweiten Exportmarkt über exklusive Distributoren in den wichtigsten Ländern mit eigenen Servicezentren und Verkaufsorganisationen. Hervorzuheben war das European Headquarters in Frankfurt am Main. Die Fidelity Software Corporation in Nizza nahm 1980 ihren Betrieb auf. Diese Gesellschaft beschäftigte viele hochrangige europäische Programmierer und versorgte hauptsächlich Fidelity Electronics in den USA mit Software für den Weltmarkt. Eine weitere Geschäftseinheit für Softwareentwicklung befand sich in San Diego, Kalifornien.
1989 erkannte der geschäftstüchtige Sidney Samole eine Rezession im Markt für dedizierte Mikroschachcomputer, denen in den billigeren und leistungsfähigen Personalcomputern eine entscheidende Konkurrenz entstanden war. Außerdem wirkte sich der extrem verschlechterte Dollarwechselkurs schädigend auf den wichtigen internationalen Fidelity-Vertrieb aus. So verkaufte er Fidelity Electronics zum Spitzenwert an Hegener & Glaser, die dies in Verkennung der wirklichen Marktlage als „Elefantenhochzeit“ und als Sprung an die Weltspitze feierten. Einige Jahre später mussten sie selbst das Feld räumen. Sidneys Sohn Shane, der 1984 bereits Fidelity Canada gegründet hatte, nahm einen Kredit von seinem Vater und startete Excalibur Electronics im Jahre 1992. Sidney Samole starb am 30. Juli 2000.